# Матчи женской сборной России по волейболу 2005
В 2005 году женская сборная России по волейболу под руководством нового главного тренера итальянца Джованни Капрары приняла участие в трёх официальных турнирах, проводимых под эгидой ФИВБ и ЕКВ.

## Турниры и матчи

### Отборочный турнир чемпионата мира 2006
| 1 июля. Москва (Россия). Россия — Чехия 3:0 (25:16, 25:14, 25:21). 3-й европейский отборочный этап. Группа «G» |
| --- |

Россия: Сажина (6), Соколова (11), Сафронова (5), Алимова (9), Гамова (22), Шешенина (1), Фадеева — либеро. Выход на замену: Година (3), Жадан, Курносова (2).

Чехия: Гавличкова, Пастулова, Брейхова, Крупникова, Матушкова, Шенкова, Томанова — либеро. Выход на замену: Михнова, Текнедзянова, Халчаржова.
| 2 июля. Москва (Россия). Россия — Болгария 3:1 (25:14, 25:18, 24:26, 25:22). 3-й европейский отборочный этап. Группа «G» |
| --- |

Россия: Сажина (11), Соколова (15), Сафронова (11), Алимова (14), Гамова (22), Шешенина (1), Фадеева — либеро. Выход на замену: Година (5), Жадан, Курносова.

Болгария: Карауланова, Гочева, Янева, Дебарлиева, Тенева, Колева, М.Филипова — либеро. Выход на замену: Заркова, Георгиева, С.Филипова, Ненова.
| 2 июля. Москва (Россия). Россия — Азербайджан 1:3 (25:20, 18:25, 22:25, 11:25). 3-й европейский отборочный этап. Группа «G» |
| --- |

Россия: Сажина (3), Година (15), Сафронова (11), Гамова (19), Шешенина (2), Меркулова (5), Фадеева — либеро. Выход на замену: Бородакова, Курносова, Жадан.

Азербайджан: Гасанова, О.Пархоменко, Шабовта, Е.Пархоменко, Маммадова, Коркмаз, Коротенко — либеро. Выход на замену: Агаева, Маммадьярова.
Благодаря своему высокому рейтингу сборная России стартовала в отборочном турнире чемпионата мира-2006 сразу с завершающего 3-го этапа. За два первых места, дававших право на прямое попадание в число участников чемпионата, боролись четыре сборные. Турнир прошёл в Москве по круговой системе и принёс России второе итоговое место. Таким образом, отборочный барьер был преодолён.

### Отборочный турнир Гран-при 2006
| 26 июля. Куба (Азербайджан). Россия — Польша 2:3 (25:23, 19:25, 25:17, 24:26, 10:15). Предварительный этап. Группа «А» |
| --- |

Россия: Бородакова (1), Сажина (7), Година (24), Сафронова (8), Гамова (21), Шешенина (2), Фадеева — либеро. Выход на замену: Меркулова (3), Курносова (1), Белоусова.

Польша: Сковроньска, Бельцик, Глинка, Рознер, Ликторас, Пшибиш, Зеник — либеро. Выход на замену: Свеневич, Пыця, Слива, Мирек.
| 27 июля. Куба (Азербайджан). Россия — Нидерланды 3:1 (29:27, 22:25, 25:19, 25:22). Предварительный этап. Группа «А» |
| --- |

Россия: Сажина (14), Година (7), Сафронова (10), Гамова (26), Шешенина, Меркулова (10), Фадеева — либеро. Выход на замену: Курносова (6), Жадан (1), Бородакова.

Нидерланды: Хурман, Ч.Сталенс, Флир, Фледдерус, И.Виссер, Стам, Вейнховен — либеро. Выход на замену: ван Тинен, Блом, Венсинк.
| 28 июля. Куба (Азербайджан). Россия — Румыния 3:0 (27:25, 25:17, 25:18). Предварительный этап. Группа «А» |
| --- |

Россия: Сажина (8), Година (11), Сафронова (12), Гамова (21), Шешенина (2), Меркулова (4), Фадеева — либеро. Выход на замену: Бородакова, Жадан, Курносова, Белоусова.

Румыния: Бутнару, Тромбитас, Херля, Коржетану, Элизей, Хосу, Толистяну — либеро. Выход на замену: Трута, Альбу, Димитру.
| 30 июля. Куба (Азербайджан). Россия — Польша 3:2 (19:25, 20:25, 25:20, 25:23, 15:8). Полуфинал |
| ---------------------------------------------------------------------------------------------- |

Россия: Сажина (13), Година (16), Сафронова (14), Гамова (23), Жадан (1), Меркулова (8), Фадеева — либеро. Выход на замену: Шешенина (4), Бородакова, Курносова, Белоусова.

Польша: Сковроньска, Бельцик, Глинка, Мирек, Ликторас, Пыця, Зеник — либеро. Выход на замену: Рознер, Пшибиш, Свеневич, Слива.
| 31 июля. Куба (Азербайджан). Россия — Азербайджан 2:3 (25:17, 16:25, 17:25, 25:18, 15:17). Финал |
| ------------------------------------------------------------------------------------------------ |

Россия: Сажина (8), Година (14), Сафронова (7), Гамова (26), Шешенина (6), Меркулова (2), Фадеева — либеро. Выход на замену: Бородакова (5), Курносова (5), Жадан, Белоусова.

Азербайджан: Гасанова, О.Пархоменко, Шабовта, Е.Пархоменко, Маммадова, Коркмаз, Коротенко — либеро. Выход на замену: Маммадьярова, Позняк, Агаева.
В своей предварительной группе сборная России заняла первое место, а затем, победив в полуфинале сборную Польши, обеспечила себе участие в Гран-при 2006 года.

### Чемпионат Европы
| 17 сентября. Пула (Хорватия). Россия — Турция 3:0 (25:23, 26:24, 25:20). Предварительный этап. Группа «В» |
| --- |

Россия: Сажина (3), Година (10), Сафронова (8), Алимова (9), Гамова (22), Шешенина (3), Фадеева — либеро. Выход на замену: Бородакова, Курносова, Меркулова, Кабешова.

Турция: Дениз, Айсун, Седа, Ханикоглу, Озлем, Бахар, Гюльдениз — либеро. Выход на замену: Элиф, Эда, Неслихан.
| 18 сентября. Пула (Хорватия). Россия — Испания 3:1 (25:11, 25:23, 22:25, 25:18). Предварительный этап. Группа «В» |
| --- |

Россия: Година (15), Сафронова (14), Алимова (10), Гамова (28), Шешенина (1), Меркулова (9), Фадеева — либеро. Выход на замену: Бородакова, Сажина (1), Курносова (1), Кабешова.

Испания: Мелеан, Гарсия, Родригес, Эрнандес, Мендоса, Гонсалес, Лопес — либеро. Выход на замену: Мартин, Перес, Фернандес, Параха, Эль-Аммари.
| 19 сентября. Пула (Хорватия). Россия — Нидерланды 3:2 (18:25, 21:25, 25:20, 28:26, 15:9). Предварительный этап. Группа «В» |
| --- |

Россия: Година (22), Сафронова (18), Алимова (12), Гамова (16), Шешенина (2), Меркулова (9), Фадеева — либеро. Выход на замену: Сажина (1), Курносова, Кабешова.

Нидерланды: Стам, И.Виссер, Флир, Ч.Сталенс, Хурман, Фледдерус, Вейнховен — либеро. Выход на замену: К.Сталенс, Блом, Мейерс, Венсинк.
| 21 сентября. Пула (Хорватия). Россия — Болгария 3:0 (25:23, 25:17, 25:21). Предварительный этап. Группа «В» |
| --- |

Россия: Година (15), Сафронова (12), Алимова (4), Гамова (19), Шешенина (1), Меркулова (4), Фадеева — либеро. Выход на замену: Сажина, Кабешова.

Болгария: Зетова, Колева, С.Филипова, Дебарлиева, Янева, Соколова, М.Филипова — либеро. Выход на замену: Гочева, Хаджимоскова, Заркова, Георгиева, Цветанова.
| 22 сентября. Пула (Хорватия). Россия — Италия 2:3 (25:22, 14:25, 16:25, 25:14, 12:15). Предварительный этап. Группа «В» |
| --- |

Россия: Година (14), Сафронова (15), Алимова (4), Гамова (22), Шешенина (5), Меркулова (8), Фадеева — либеро. Выход на замену: Сажина, Кабешова, Курносова (1).

Италия: Джоли, Риньери, Тогут, Андзанелло, Ло Бьянко, Дель Коре, Кардулло — либеро. Выход на замену: Челла, Барацца, Чентони, Ортолани.
| 24 сентября. Загреб (Хорватия). Россия — Польша 2:3 (24:26, 22:25, 28:26, 25:20, 20:22). Полуфинал |
| -------------------------------------------------------------------------------------------------- |

Россия: Година (17), Сафронова (19), Алимова (8), Гамова (33), Шешенина (3), Меркулова, Фадеева — либеро. Выход на замену: Бородакова (9), Кабешова, Курносова, Сажина.

Польша: Бельцик, Свеневич, Сковроньска, Глинка, Рознер, Мруз, Зеник — либеро. Выход на замену: Слива, Мирек, Пшибиш.
| 25 сентября. Загреб (Хорватия). Россия — Азербайджан 3:0 (25:20, 25:10, 25:21). Матч за 3-е место |
| ------------------------------------------------------------------------------------------------- |

Россия: Бородакова (7), Сажина (9), Година (12), Сафронова (8), Гамова (16), Шешенина (2), Фадеева — либеро. Выход на замену: Меркулова, Кабешова.

Азербайджан: О.Пархоменко, Гасанова, Шабовта, Е.Пархоменко, Маммадова, Коркмаз, Коротенко — либеро. Выход на замену: Агаева.
На предварительном этапе в своей группе сборная России заняла второе место. В полуфинале россиянки встретились с действующим чемпионом Европы — Польшей. Проигрывая 0:2 по сетам, сборной России удалось в концовке третьей партии отыграть пять матч-болов, а затем и сравнять счёт, выиграв четвёртый сет. И всё победить российским волейболисткам не удалось, хотя в решающем отрезке игры они были близки к этому. Сборная России уступила 2:3, но всё же закончила чемпионат на мажорной ноте, разгромив в матче за «бронзу» Азербайджан.

## Итоги
Всего на счету сборной России в 2005 году 15 официальных матчей. Из них выиграно 10, проиграно 5. Соотношение партий 39:22. Соперниками россиянок в этих матчах были национальные сборные 9 стран.
| Турнир                                 | И | В | П | С/О  | Место |
| -------------------------------------- | - | - | - | ---- | ----- |
| Отборочный турнир чемпионата мира 2006 | 3 | 2 | 1 | 7:4  | 2-е   |
| Отборочный турнир Гран-при-2006        | 5 | 3 | 2 | 13:9 | 2-е   |
| Чемпионат Европы                       | 7 | 5 | 2 | 19:9 | 3-е   |

## Состав
В скобках после количество игр указано число матчей, проведённых волейболисткой в стартовом составе + в качестве либеро.
| №  | Игрок              | Год рождения | Амплуа      | Клуб               | Турниры и игры | Турниры и игры | Турниры и игры | Всего матчей |
| №  | Игрок              | Год рождения | Амплуа      | Клуб               | ОЧМ            | ОГП            | ЧЕ             | Всего матчей |
| -- | ------------------ | ------------ | ----------- | ------------------ | -------------- | -------------- | -------------- | ------------ |
| 1  | Мария Бородакова   | 1986         | центральная | «Динамо» М         | 1              | 5 (1)          | 4 (1)          | 10 (2)       |
| 2  | Ольга Сажина       | 1986         | центральная | «Динамо» МО        | 3 (3)          | 5 (5)          | 7 (2)          | 15 (10)      |
| 5  | Любовь Соколова    | 1977         | нападающая  | «Фоппапедретти»    | 2 (2)          |                |                | 2 (2)        |
| 6  | Елена Година       | 1977         | нападающая  | «Динамо» М         | 3 (1)          | 5 (5)          | 7 (7)          | 15 (13)      |
| 7  | Наталья Сафронова  | 1979         | нападающая  | «Заречье-Одинцово» | 3 (3)          | 5 (5)          | 7 (7)          | 15 (15)      |
| 8  | Наталья Курносова  | 1975         | нападающая  | ЦСКА               | 3              | 5              | 5              | 13           |
| 9  | Наталья Алимова    | 1978         | центральная | «Ленинградка»      | 2 (2)          |                | 6 (6)          | 8 (8)        |
| 11 | Екатерина Гамова   | 1980         | нападающая  | «Динамо» М         | 3 (3)          | 5 (5)          | 7 (7)          | 15 (15)      |
| 12 | Марина Шешенина    | 1973         | связующая   | «Уралочка»-НТМК    | 3 (3)          | 5 (4)          | 7 (7)          | 15 (14)      |
| 13 | Мария Жадан        | 1983         | связующая   | «Динамо» М         | 3              | 4 (1)          |                | 7 (1)        |
| 14 | Наталья Белоусова  | 1975         | нападающая  | «Ленинградка»      |                | 4              |                | 4            |
| 14 | Екатерина Кабешова | 1986         | либеро      | «Динамо» М         |                |                | 7              | 7            |
| 15 | Ольга Фадеева      | 1972         | либеро      | Балаковская АЭС    | 3 (0+3)        | 5 (0+5)        | 7 (0+7)        | 15 (0+15)    |
| 16 | Юлия Меркулова     | 1984         | центральная | «Заречье-Одинцово» | 1              | 5 (4)          | 7 (5)          | 13 (9)       |

- Главный тренер — Джованни Капрара.
- Тренер — Ирина Кириллова.

Всего в 2005 году в составе сборной России в официальных турнирах играло 14 волейболисток.

## Другие турниры
- Trofeo Valle d’Aosta. 31 мая—4 июня.  Курмайор

Сербия и Черногория 0:3, Бразилия 0:3, Италия 0:3, Германия 0:3. Итог — 5-е место.
- Кубок первого президента России Б. Н. Ельцина по волейболу. 15—19 июня.  Екатеринбург, Нижний Тагил.

Болгария 3:0, Куба 3:0, Нидерланды 3:2, Турция 3:1, Азербайджан 2:3. Итог — 1-е место.
- Citta di Livorno. 25—26 августа.  Ливорно

Турция 3:1, Италия 2:3. Итог — 2-е место.
- Международный турнир в Домброва-Гурнича (Польша). 1—3 сентября.

Нидерланды 2:3, Болгария 3:2, Польша 3:0. Итог — 1-е место.